# Espalion
Espalion là một xã ở tỉnh Aveyron, thuộc vùng Occitanie ở miền nam nước Pháp.